# Batalla de Cannes (1018)
|  | Per a altres significats, vegeu «Batalla de Cannes». |

La batalla de Cannes del 1018 va ser una batalla entre l'Imperi Romà d'Orient, sota el comandament del catepà Basili Boiannes i els longobards comandats per Melus de Bari. Els longobards van comptar amb el suport de mercenaris normands, comandats per Gilbert Buatère, mentre que Boioannes tenia un destacament d'elit de la guàrdia varega. Aquesta batalla es va lluitar no gaire lluny del lloc on el general cartaginès, Hanníbal, havia anorreat l'exèrcit romà el 216 aC.
La batalla va ser desastrosa per als longobards, que van ser massacrats. Melus va aconseguir escapar als Estats Pontificis i posteriorment a la cort de l'emperador d'Enric II, a Bamberg, on va morir un parell d'anys després. Gilbert Buatère va morir durant la batalla i amb ell també la majoria dels normands. Tanmateix, el que quedava d'aquest grup de normands fou el primer nucli dels que després serien protagonistes de la conquesta del sud d'Itàlia.